# ФК „Чукарички“
„Чукарички“ (на сръбски: Фудбалски клуб Чукарички) е сръбски футболен клуб от столицата Белград, Сърбия.
Основан през 1926 в град Чукарица, сега община в Белград на десния бряг на река Сава в Кралство Югославия. Първото име на клуба е ЧСК „Чукарички“.
Най-големият успех за тима е спечелването на националната купа през 2015 г.

## Успехи
Сърбия: (от 2006)
- Купа на Сърбия
  -  Носител (1): 2014/15
  -  Финалист (1): 2022/23

- Сръбска суперлига:
  -  Бронзов медал (4): 2014/15, 2015/16, 2020/21, 2022/23

 Сърбия и Черна гора: (2003-2006)
- Първа лига на Сърбия и Черна гора:
  -  Победител (1): 2003/04 (запад)

 Съюзна Република Югославия: (1992-2003)
- Втора лига:
  -  Победител (1): 1998/99 (изток)